# 湯浅町立湯浅小学校
湯浅町立湯浅小学校（ゆあさちょうりつゆあさしょうがっこう）は、和歌山県湯浅町にある公立小学校。通称 湯小。

## 沿革
- 1873年‐福蔵寺で学校を開く。（本校創立）　先生5人、児童355人

- 1877年‐元有田郡民政局跡へ新校舎を建設（東校舎）　福蔵寺（西校舎）

- 1886年‐湯浅尋常小学校と改称

- 1895年‐湯浅尋常高等小学校と改称

- 1906年‐男子校、女子校に分離　　ペスト流行

- 1908年‐尋常科6年、高等科2年となる。

- 1911年‐尋6、高12、裁縫科の生徒79人が、初めて和歌山市へ一泊の修学旅行

- 1912年‐桜島噴火、火山灰が降ってきたので記念に採集し、珍しがる。

- 1915年‐帽章制定

- 1922年‐男子校、女子校が合併して、湯浅尋常高等小学校と改称

- 1924年‐創立50周年記念式

- 1925年‐父兄会誕生

- 1926年‐ピアノ寄贈される。

- 1928年‐講堂建築貯金開始

- 1931年‐モーターサイレンを授業の合図に使用

- 1935年‐講堂建築地鎮祭

- 1936年‐講堂落成　　創立60周年記念式

- 1941年‐国民学校と改称　　運動場に、いも苗二万本植える。

- 1942年‐空襲警報しきりとなる。

- 1944年‐校内に防空壕をつくる。　大阪市玉出国民学校児童が本校に集団疎開

- 1945年‐講堂は橘第57部隊の兵舎となる。　児童はフキ、イタドリ等を三日間採集し、湯浅食品会社へおさめる。

- 1947年‐6・3制実施　　湯浅小学校と改称　湯浅中学校誕生PTA発足

- 1950年‐特別学級開設

- 1953年‐創立80周年記念

- 1956年‐校歌制定　鉄筋校舎起工式。湯浅・田栖川合併

- 1959年‐ロータリー完成　　　銅像除幕式

- 1960年‐鉄筋校舎第五期完成（三階建完了）

- 1965年‐学校給食開始

- 1966年‐水泳プール完成

- 1967年‐交通安全優良校として、全国表彰をうける。

- 1968年‐県特殊教育研究発表会

- 1969年‐岩石園を完成し、児童より園名を募集した結果、「愛石園」と決定

- 1970年‐6年音楽クラブ50名が万国博器楽演奏に出演

- 1973年‐創立百周年記念式

- 1975年‐町若者広場の起工を記念して野球教室開催

- 1976年‐校長室完工（二階裏玄関上）

- 1977年‐特別教室棟（新館）竣工

- 1978年‐新校舎落成記念として、寄付浄財により飼育小屋新設

- 1979年‐全国交通安全優良校として、東京にて表彰

- 1983年‐「はし」を購入し、給食時に使用

- 1984年‐町民体育館起工式

- 1987年‐毎日テレビ「あまからアベニュー」給食風景と社会科資料室を撮影

- 1994年‐校内放送設備の新設

- 1997年‐体育倉庫の設置

- 1998年‐図書室改修及び閲覧室の設置

- 1999年‐パソコン教室へコンピューター等の設置。有田地方教育委員会連絡協議会指定の研究発表会

- 2000年‐普通教室等にLAN接続工事実施

- 2003年‐講堂が国の登録有形文化財に登録される。百周年時埋設したタイムカプセル掘り出し

2011年‐新校舎完成　講堂耐震化　グラウンド芝生化

## 進学先中学校
- 湯浅町立湯浅中学校

## 交通
- 湯浅駅から徒歩4分

## 著名な出身者
- 金森隆浩

## 通学区域が隣接している学校
- 湯浅町立田栖川小学校 （吉川分校の区域を含む。）
- 有田川町立藤並小学校
- 湯浅町立山田小学校
- 広川町立南広小学校
- 広川町立広小学校